# Vinje Glacier
Vinje Glacier är en glaciär i Antarktis. Den ligger i Östantarktis. Norge gör anspråk på området. Vinje Glacier ligger 1 779 meter över havet.
Terrängen runt Vinje Glacier är kuperad söderut, men norrut är den platt. Trakten är obefolkad. Det finns inga samhällen i närheten. 